# Irena Dodalová
Irena Dodalová (* 29. November 1900 in Ledetsch an der Sasau (cz. Ledéc nad Sázavou), Österreich-Ungarn als Irena Rosnerová; † Juli 1989 in Buenos Aires, Argentinien) war eine tschechoslowakische Theater- und Filmregisseurin, Drehbuchautorin, Pädagogin und Filmproduzentin.

## Leben
Irena Dodalová wuchs in einer orthodox-jüdischen Rabbinerfamilie auf. In erster Ehe war sie mit Leo Leschner verheiratet und hieß danach Irena Leschnerová. 1933 gründete sie in Prag mit Karel Dodal, seit 1935 ihr zweiter Ehemann, das erste tschechische Atelier für Trickfilme „IRE film“. Die Produktionen dieser Firma umfassten unter anderem die Kurzfilme Das Spiel der Seifenblasen und Die Idee sucht das Licht. In dieser Zeit entstanden insgesamt 30 kurze Werbe- und Avantgardefilme der „IRE film“. 1938 versuchte das Ehepaar in Paris weiterhin Kurzfilme herzustellen, scheiterte aber. Während Dodal zum Jahresende 1938 in die Vereinigten Staaten ausreiste, kehrte seine Frau in die tschechoslowakische Hauptstadt zurück, in die im März 1939 die deutsche Wehrmacht einmarschierte (s. Zerschlagung der Tschechoslowakei). In Prag fand Irena Dodalová Beschäftigung in einem Fotoatelier.
Nach dem Attentat auf Reinhard Heydrich wurde Irena Dodalová von der deutschen Besatzungsmacht wegen des Verdachts der Spionage für die Vereinigten Staaten verhaftet und am 20. Juni 1942 in das Ghetto Theresienstadt deportiert. Dort arbeitete sie in der Landwirtschaft und in der Glimmerverarbeitung. Im Oktober/November desselben Jahres erhielt sie von der Lagerverwaltung den Auftrag, einen pseudodokumentarischen Film unter dem Titel „Theresienstadt 1942“ herzustellen. Auf NS-Seite war SS-Hauptsturmführer Herbert Otto mit der Leitung betraut. Ihr zur Hand ging der gleichfalls in Theresienstadt internierte, tschechische Schauspieler Hans Hofer. In den erhalten gebliebenen Filmfragmenten sind unter anderem der Schauspieler Karel Švenk, der Puppenspieler Otto Neumann, der Zeichner Bedřich Fritta und die Tänzerin Kamilla Rosenbaumová zu sehen. Der gesamte Film gilt jedoch als verloren, Szenen aus dem Streifen wurden aber 1994 in der Filmoteka Narodowa in Warschau entdeckt. Weitere Fragmenten befinden sich in Národní filmový archiv (Nationalfilmarchiv) in Prag. Wie Dodalová nach dem Krieg in einem Brief an ihren Mann schrieb, hatte sie bei ihrer Freilassung 1945 eine Reihe von Aufnahmen aus dem Lager herausschmuggeln können und sie später jemandem in der Schweiz übergeben.
Irena Dodalová gab während ihrer Haftzeit darüber hinaus Lesungen zum Thema Trickfilmherstellung und inszenierte auch Theaterstücke. Dabei arbeitete sie unter anderem mit dem Komponisten Viktor Ullmann und dem später nach Auschwitz deportierten Sohn des nach England geflohenen Filmmanagers Julius Außenberg, Adolf Außenberg, zusammen. Am 5. Februar 1945 kam Irena Dodalová im Rahmen eines vom Roten Kreuz ausgehandelten Abkommens frei und durfte, als eine von insgesamt etwa 1200 Häftlingen, in die Schweiz ausreisen.
Irena Dodalová fuhr noch im selben Jahr in die Vereinigten Staaten, wo sie mit dem 1946 in New York erschienenen Buch The Black Book. The Nazi Crime against the Jewish People ihre in Theresienstadt gesammelten Erlebnisse verarbeitete. Bis 1948 produzierte sie in New York weitere Trickfilme. Noch im selben Jahr wanderte Irena Dodalová nach Argentinien aus. In Buenos Aires stellte sie Filme über Ballett und Folklore her, gab Unterricht und leitete Theaterseminare.

## Filmografie (Auswahl)
- 1936: Hra bublinek („Das Spiel der Seifenblasen“, Kurzfilm, Regie, Kamera)
- 1938: Myšlenka hledající světlo („Die Idee sucht das Licht“, Regie, Kurzfilm)
- 1942: Theresienstadt 1942 (Pseudodokumentarfilm, Regie, Drehbuchmitarbeit, Auftritt)